# Bad Wimpfen
Bad Wimpfen is een plaats in de Duitse deelstaat Baden-Württemberg, en maakt deel uit van het Landkreis Heilbronn.
Bad Wimpfen telt 7.308 inwoners.

## Historie
De Romeinen bouwden in Wimpfen een castellum. Rond het castellum ontstond een vestiging. In de zevende eeuw kwam de plaats aan het bisdom Worms. Naast de oorspronkelijke Romeinse vestiging in het dal ontstond er op de berg ook een nederzetting, die voor 1200 in het bezit van de Hohenstaufen kwam. Deze bouwden daar een palts die zich tot stad ontwikkelde. Deze stad werd later de zetel van de rijkslandvoogd in (Neder-)Zwaben.
Sinds de veertiende eeuw was Wimpfen een rijksstad. De reformatie van 1523 zette niet volledig door.
In de Reichsdeputationshauptschluss van 25 februari 1803 werd in artikel 5 de inlijving bij het nieuwe keurvorstendom Baden geregeld. In hetzelfde jaar voerden het keurvorstendom Baden en het landgraafschap Hessen-Darmstadt grenscorrecties uit, waarbij Wimpfen aan Hessen-Darmstadt kwam.
Wimpfen was een vreemde bezitting voor Hessen, want het vormde een exclave. Pas na een volksstemming in 1952 kwam Wimpfen aan Baden-Württemberg.